# Bataille du détroit de Danemark
Seconde Guerre mondiale
Batailles
Bataille de l'Atlantique
- Bataille des Caraïbes
- Blocus allié de l'Allemagne
- Guerre météorologique
- Bataille du Rio de la Plata
- Opération Berlin
- Bataille du détroit de Danemark
- Opération Neuland
- Torpedo Alley
- Opération Paukenschlag
- Opération Postmaster
- Opération Cerberus
- Opération Biting
- Opération Chariot
- Bataille du Saint-Laurent
- Opération Frankton
- Bataille de la mer de Barents
- Mai Noir
- Bataille du cap Nord
- Opération Stonewall
- Opération Teardrop

Front d'Europe de l'ouest

Front d'Europe de l'est

Campagnes d'Afrique, du Moyen-Orient et de Méditerranée

Guerre du Pacifique

Guerre sino-japonaise

Théâtre américain
La bataille du détroit de Danemark est une bataille navale livrée entre la Kriegsmarine allemande et la Royal Navy britannique dans le détroit de Danemark lors de la Seconde Guerre mondiale, le 24 mai 1941. Elle a vu la victoire éclatante mais éphémère du cuirassé allemand Bismarck qui coule le grand croiseur de bataille britannique HMS Hood, et force à se retirer le HMS Prince of Wales, mis en service très peu de temps auparavant.

## Environnement stratégique et tactique

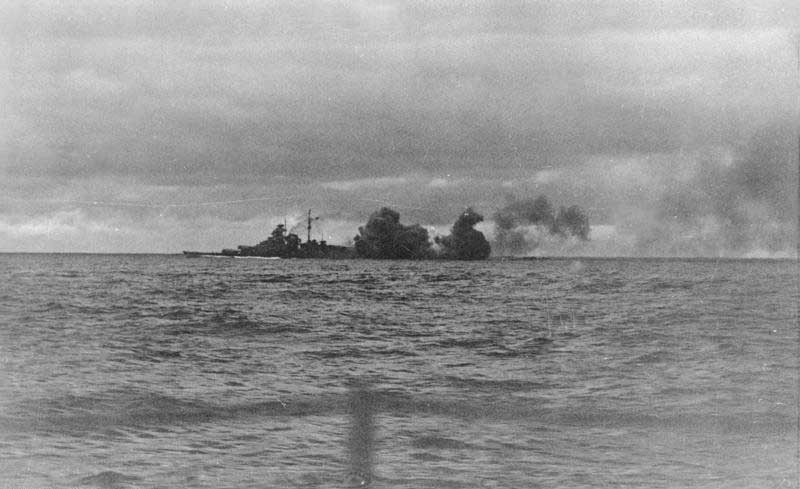
Photographie du Bismarck faisant feu lors de la bataille.

Fin janvier-début février 1941, la Kriegsmarine a lancé ses grands bâtiments de surface dans une nouvelle campagne de « guerre de course » contre les convois alliés. Une escadre constituée du Gneisenau et Scharnhorst, aux ordres de l'amiral Günther Lütjens a réussi à passer par le détroit de Danemark, entre Islande et Groenland, pour attaquer les convois alliés dans l'Atlantique, mais les plus importants d'entre eux étaient escortés par des cuirassés lents. L'amiral Lütjens a pu, grâce à la vitesse de ses bâtiments, se dérober par trois fois, devant les cuirassés HMS Ramillies, Malaya et Rodney, car les cuirassés allemands tiraient des obus d'un poids de 315 kg, égal à un peu plus du tiers de celui des obus des cuirassés britanniques (875 kg pour le 381 mm, et 907 kg, pour le 406 mm), et affronter ceux-ci eût été prendre un risque inconsidéré. Au cours d'une croisière de deux mois, l'opération Berlin, qui le conduisit jusque dans l'Atlantique central, au large de l'Afrique de l'Ouest, l'amiral Lütjens réussit à couler 22 navires, totalisant 116 000 tonnes, mais principalement des navires rentrant d'Europe à vide, après que leurs convois s'étaient dispersés, au large des côtes canadiennes. Mais il avait ainsi touché les limites de l'emploi de ses bâtiments dans l'attaque des convois. Le 22 mars, l'escadre allemande entrait à Brest, où presque immédiatement, les Britanniques commencèrent à la bombarder, et début avril, le Gneisenau fut avarié pour six mois par une torpille lancée, malgré une flak intense, par un Bristol Beaufort, dont le pilote Kenneth Campbell reçut la Victoria Cross à titre posthume.
À la mi-mai, l'amiral Lütjens, chef de la Flotte, mit sa marque sur le Bismarck à Gotenhafen. Armé de huit canons de 380 mm, pouvant filer 30 nœuds, ce cuirassé pouvait affronter les plus puissants navires britanniques. Assurant la couverture des bâtiments plus légers attaquant les navires des convois, il pouvait constituer une redoutable menace pour les convois alliés. Le chef de la Flotte aurait préféré opérer en liaison avec d'autres grands bâtiments, mais le Scharnhorst et le Gneisenau n'en finissaient pas de réparer à Brest les dégâts que leur causaient les avions britanniques, et il n'a pas réussi à convaincre le grand-amiral Raeder de différer la sortie du Bismarck jusqu'à l'entrée en service du Tirpitz, prévue pour l'été.

## Déroulement de la bataille

Carte de la poursuite du Bismarck (19-27 mai 1941).
Mouvements allemands en rouge, mouvements britanniques en noir.

Accompagné du croiseur lourd Prinz Eugen, le Bismarck appareilla, le 19 mai, dans la nuit dans le cadre de l'opération Rheinübung. L'escadre allemande a mouillé le 20 mai dans un fjord près de Bergen, où elle a été repérée par un Spitfire de reconnaissance aérienne. L'amiral Tovey, commandant-en-chef de la Home Fleet, lorsqu'il apprit, le lendemain, que le cuirassé allemand avait quitté son mouillage norvégien, a détaché pour l'intercepter, le HMS Hood, et le cuirassé rapide HMS Prince of Wales, aux ordres du vice-amiral Holland, commandant en second de la Home Fleet et commandant de l'escadre de croiseurs de bataille.
L'amiral allemand décida de passer par le détroit de Danemark, route qui lui avait été bénéfique en janvier pour déboucher dans l'Atlantique, mais il se fit repérer au radar par deux croiseurs lourds, envoyés patrouiller entre Islande et Groenland aux ordres du contre amiral Frederic Wake-Walker, les HMS Norfolk et Suffolk, qui ne l'ont plus lâché.

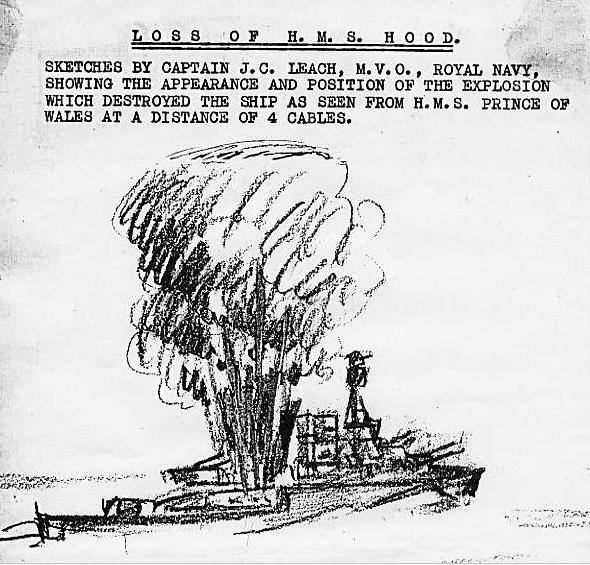
L'explosion du HMS Hood vue par le commandant du HMS Prince of Wales

Dans la nuit du 23 au 24 mai, les deux escadres se rapprochèrent, à leur vitesse maximale, l'escadre britannique marchant à 28 nœuds, cap un peu au nord de l'ouest, et l'escadre allemande à 30 nœuds, cap au sud-ouest. L'amiral Holland était alors en position de couper, à la fin de la nuit, la route de son adversaire, en le recevant avec toute son artillerie battante par le travers tribord. Mais le contact radar fut perdu dans la nuit par le HMS Suffolk. L'amiral Holland ralentit à 25 nœuds, mit cap au sud, et lança ses destroyers d'escorte à la recherche de l'escadre allemande au nord, au cas où elle eût momentanément rebroussé chemin vers l'Allemagne, comme l'amiral Marschall l'avait fait, en novembre 1939, et l'amiral Lütjens en janvier 1941. Quand le contact radar fut rétabli, quelques heures plus tard, il s'avéra que l'escadre allemande n'avait changé ni de cap, ni de vitesse, mais désormais c'était elle qui était en position de barrer la route à l'escadre britannique, avec toute son artillerie battante sur l'avant de son travers bâbord. C'est dans cette disposition que le combat s'engagea à 5 h 52, le matin du 24 mai, à une distance où le tir plongeant du Bismarck était réputé être dangereux pour le HMS Hood. Les cuirassés britanniques n'avaient que dix pièces battantes sur dix-huit, face aux huit pièces du Bismarck. Et c'est au moment où les navires britanniques venaient de manœuvrer pour rendre battantes leurs tourelles arrière, qu'à la cinquième salve du Bismarck, le HMS Hood fut touché, entre les cheminées et le mât arrière, et explosa.
Revenant deux heures plus tard de leur vaine recherche du Bismarck au nord de sa position, les escorteurs du Hood ne recueillirent que trois survivants sur un équipage de plus de 1 400 hommes. La mémoire collective associe depuis lors la fin du HMS Hood à celle des croiseurs de bataille britanniques au Jutland.
Le HMS Prince of Wales, devenu la cible du Bismarck, reçut alors plusieurs coups sévères, notamment lorsqu'un obus allemand ravagea la passerelle de navigation, tuant ou blessant la quasi-totalité de l'état-major du cuirassé, n'épargnant que le commandant Leach. Le cuirassé britannique réussit cependant à mettre un obus sur l'avant du Bismarck crevant une soute à mazout, obligeant, les jours suivants, le cuirassé allemand à réduire sa vitesse dans sa marche vers Brest. Mais victime de graves dysfonctionnements dans son armement principal, dont c'était la première utilisation au combat, et nombre de ses pièces principales tombant en avarie, le commandant Leach dut se résoudre, au bout d'un quart d'heure, à rompre l'engagement, et à rejoindre les croiseurs de l'amiral Wake-Walker. La bataille s’acheva lorsque l'amiral Lütjens, appliquant strictement les ordres de la Seekriegsleitung (en) qui lui avait assigné comme mission principale l'attaque du commerce et non des navires de guerre, renonça à poursuivre le HMS Prince of Wales.
Si l'amiral Tovey, commandant en chef de la Home Fleet, a toujours défendu, parfois même avec véhémence et contre l'avis de l'amiral Dudley Pound, Premier lord de la Mer, que la décision du commandant Leach avait été correcte, l'image du HMS Prince of Wales a été entachée de couardise.
Mais l'histoire ne s'arrête pas là. L'ordre du Premier ministre Winston Churchill fut très clair : « Coulez le Bismarck ! » et la Royal Navy s'y employa, battant le rappel de tous ses grands bâtiments dans l'Atlantique nord. Après qu'il eut couvert l'échappée du Prinz Eugen, le Bismarck fut attaqué par les avions torpilleurs du porte-avions HMS Victorious, sans résultats, dès le 24 au soir, puis perdu dans la nuit du 24 au 25 mai. Retrouvé le 26 au matin par un hydravion du Coastal Command, il fut attaqué par les avions torpilleurs du porte-avions HMS Ark Royal, qui l'immobilisèrent en endommageant son gouvernail, l'obligeant à tourner en rond, dans la soirée du 26, puis il fut harcelé dans la nuit par les destroyers du capitaine de vaisseau (Captain) Philip Vian. Rattrapé, le 27 au matin, par les cuirassés HMS King George V et HMS Rodney, qui écrasèrent ses superstructures sous leurs obus, le Bismarck s'engloutit dans l'océan, après que le croiseur HMS Dorsetshire lui eut envoyé plusieurs torpilles, encore qu'on pense maintenant qu'il a coulé sabordé par son équipage. Près de deux mille cent hommes sur deux mille deux cents sont perdus, avec l'amiral Lütjens, qui n'auront survécu que trois jours à l'amiral Holland et à l'équipage du HMS Hood. Le Prinz Eugen, indemne, rejoindra Brest le 1er juin 1941.